# Medininagar
Medininagar, auch Daltonganj, ist eine Stadt im indischen Bundesstaat Jharkhand.
Die Stadt ist Hauptort des Distrikt Palamu. Medininagar wird als eine Municipal Corporation verwaltet. Die Stadt ist in 26 Wards gegliedert.

## Geschichte
Die Stadt wurde während der britischen Herrschaft nach Oberst Edward Tuite Dalton (1815–1880), einem Anthropologen und Beamten der Division Chota Nagpur im Jahr 1861, Daltonganj genannt. Der Name wurde geändert, nachdem es im April 2018 zu einer Municipal Corporation wurde. Heute heißt die Medininagar nach Herrscher der Chero-Dynastie Raja Medini Ray.

## Demografie
Die Einwohnerzahl der Stadt liegt laut der Volkszählung von 2011 bei 78.396. Medininagar hat ein Geschlechterverhältnis von 892 Frauen pro 1000 Männer und damit einen für Indien üblichen Männerüberschuss. Die Alphabetisierungsrate lag bei 87,9 % im Jahr 2011. Knapp 77 % der Bevölkerung sind Hindus, ca. 20 % sind Muslime, ca. 1 % sind Christen und ca. 2 % gehören einer anderen oder keiner Religion an. 11,9 % der Bevölkerung sind Kinder unter 6 Jahren.

## Bildung
Seit 2009 hat die Stadt mit der Nilamber-Pitamber University eine staatliche Universität.